# Gerichtsbezirk Steyr
Der Gerichtsbezirk Steyr ist ein dem Bezirksgericht Steyr unterstehender Gerichtsbezirk, der die Statutarstadt Steyr, den Bezirk Steyr-Land und einen Teil der Gemeinden des Bezirks Linz-Land umfasst.

## Geschichte
Der Gerichtsbezirk Steyr wurde durch einen Erlass des k. k. Oberlandesgerichtes Linz am 4. Juli 1850 geschaffen und umfasste ursprünglich die 36 Steuergemeinden Aschach, Bäckengraben, Droissendorf, Garsten, Gleink, Gründberg, Hilbern, Jägerberg, Judendorf, Kleinraming, Kristkindl, Kroisbach, Lahrndorf, Losensteinleiten, Maria-Laah, Matzelsdorf, Mitterdietach, Mitteregg, Mühlbach, Neuzeug, Oberbrunnen, Oberdietach, Pergern, Pichlern, Schwarzenthal, Sierning, Sierninghofen, Stein, Steyr, Ternberg, Thanstätten, Trattenbach, Unterdambach, Unterdietach, Unterwald und Unterwolfern.
Mit der Bezirksgerichts-Verordnung der Österreichischen Bundesregierung wurde am 12. November 2002 die Auflösung der Gerichtsbezirke Grünburg und Kremsmünster und die Zuweisung des Gebietes zu den Gerichtsbezirken Kirchdorf an der Krems bzw. Steyr beschlossen. Mit dem 1. Jänner 2003 trat die Verordnung in Kraft und die Gemeinden Adlwang, Bad Hall, Pfarrkirchen bei Bad Hall, Rohr im Kremstal und Waldneukirchen wurden dem Gerichtsbezirk Steyr zugeschlagen.
Am 1. Jänner 2014 wurden die Gerichtsbezirke Enns und Weyer aufgelöst und die Gemeinden dem Gerichtsbezirk Steyr zugewiesen.

## Gerichtssprengel
Der Gerichtssprengel umfasst mit den 28 Gemeinden Adlwang, Aschach an der Steyr, Asten, Bad Hall, Enns, Dietach, Gaflenz, Garsten, Großraming, Hargelsberg, Hofkirchen im Traunkreis, Kronstorf, Laussa, Losenstein, Maria Neustift, Niederneukirchen, Pfarrkirchen bei Bad Hall, Reichraming, Rohr im Kremstal, Sankt Florian, St. Ulrich bei Steyr, Schiedlberg, Sierning, Steyr, Ternberg, Waldneukirchen, Weyer und Wolfern die Statutarstadt Steyr, den gesamten Bezirk Steyr-Land, sowie einen Teil des Bezirks Linz-Land.